# Weekend (groupe gallois)
 (janvier 2025).
La mise en forme du texte ne suit pas les recommandations de Wikipédia : il faut le « wikifier ».
Les points d'amélioration suivants sont les cas les plus fréquents :
- Les titres sont pré-formatés par le logiciel. Ils ne sont ni en capitales, ni en gras.
- Le texte ne doit pas être écrit en capitales (les noms de famille non plus), ni en gras, ni en italique, ni en « petit »…
- Le gras n'est utilisé que pour surligner le titre de l'article dans l'introduction, une seule fois.
- L'italique est rarement utilisé : mots en langue étrangère, titres d'œuvres, noms de bateaux, etc.
- Les citations ne sont pas en italique mais en corps de texte normal. Elles sont entourées par des guillemets français : « et ».
- Les listes à puces sont à éviter, des paragraphes rédigés étant largement préférés. Les tableaux sont à réserver à la présentation de données structurées (résultats, etc.).
- Les appels de note de bas de page (petits chiffres en exposant, introduits par l'outil «  Source ») sont à placer entre la fin de phrase et le point final[comme ça].
- Les liens internes (vers d'autres articles de Wikipédia) sont à choisir avec parcimonie. Créez des liens vers des articles approfondissant le sujet. Les termes génériques sans rapport avec le sujet sont à éviter, ainsi que les répétitions de liens vers un même terme.
- Les liens externes sont à placer uniquement dans une section « Liens externes », à la fin de l'article. Ces liens sont à choisir avec parcimonie suivant les règles définies. Si un lien sert de source à l'article, son insertion dans le texte est à faire par les notes de bas de page.
- La présentation des références doit suivre les conventions bibliographiques. Il est recommandé d'utiliser les modèles {{Ouvrage}}, {{Chapitre}}, {{Article}}, {{Lien web}} et/ou {{Bibliographie}}. Le mode d'édition visuel peut mettre en forme automatiquement les références.
- Insérer une infobox (cadre d'informations à droite) n'est pas obligatoire pour parachever la mise en page.

Pour une aide détaillée, merci de consulter Aide:Wikification.
Si vous pensez que ces points ont été résolus, vous pouvez retirer ce bandeau et améliorer la mise en forme d'un autre article.
Pour les articles homonymes, voir Week-end (homonymie).

Weekend est un groupe gallois formé par Alison Statton à la suite de la séparation du groupe Young Marble Giants en 1981. Le groupe est une fusion entre deux projets. Statton commence à écrire avec Spike, du label Z Block Records et membre du groupe Reptile Ranch, à Cardiff, (Pays de Galles) pendant l'été 1981, avant de partir à Londres où elle s'associe à Simon Emmerson de Methodishca Tune. Le groupe signe chez Rough Trade Records en décembre 1981, mais n'enregistre qu'un seul album studio, La Variete.
La Variete sort en 1982 sur le label Rough Trade et se classe quatrième dans les charts indépendants, en y restant 15 semaines. Il est salué par la critique comme étant un départ nouveau et audacieux, loin de l'esprit post-punk dominant, et a eu une grande influence sur des groupes comme Saint Etienne, The Sundays, Belle and Sebastian et bien d'autres.
Selon Cheery Red, La Variete est "une magnifique et délicate collection de chansons sur un fond de jazz, il mêle une multitude de genres musicaux comme la samba, le cabaret, l'afrobeat et une pop très personnelle.
Après leur séparation de 1983, les membres Simon Booth et Larry Stabbins formeront le groupe très jazzy Working Week.

## Discographie

### Singles
- "The View From Her Room" / "Leaves of Spring" (1982) Rough Trade
- "Past Meets Present" / "Midnight Slows" (1982) Rough Trade
- "Drumbeat For Baby" / "Weekend Off" (1982) Rough Trade
- The '81 Demos EP (1995) Vinyl Japan

### Albums
- La Varieté LP (1982) Rough Trade
- Live at Ronnie Scott’s  (1983) Rough Trade
- Nipped in the Bud (1984) Rough Trade (inclus des titres  de Young Marble Giants et The Gist)
- Tidal Blues (1994) Vinyl Japan (crédité à Alison Statton & Spike)